# كورت هوهينيمسر
كيرت هاينريش هوهينيمسر (بالإنجليزية: Kurt Hohenemser)‏ (3 يناير 1906 - 7 أبريل 2001) مهندسًا أمريكيًا رائدًا في مجال الطيران ورائدًا في مجال تصميم طائرات الهليكوبتر. 

## الحياة في ألمانيا

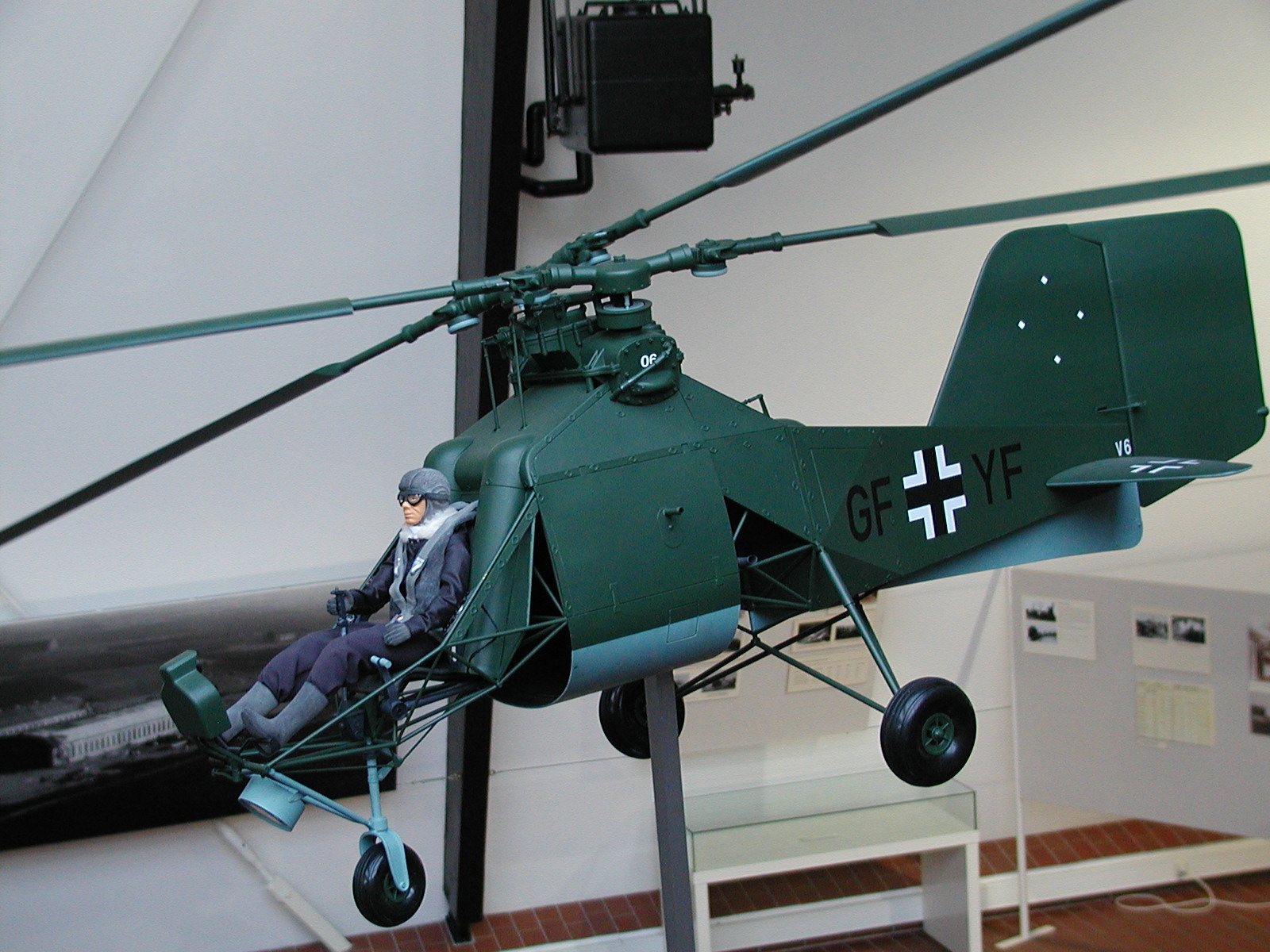
منظر جانبي لنموذج آخر من طائرات "الطائر الطنان" (AERONAUTICUM

ولد كورت هوهينيمسر في 3 يناير 1906، في برلين، ألمانيا، لعالم الموسيقى اليهودي الألماني ريتشارد هوهينيمسر وزوجته الإنجليزية أليس سولت.   التحق هوهينيمسر بالجامعة في جامعة دارمشتات للتكنولوجيا من عام 1924 إلى عام 1929، حيث تلقى دبلومه في عام 1927 وDoktoringenieur عام 1929.  من عام 1930 حتى عام 1933، قام هوهنيمسر بتدريس وإجراء أبحاث في جامعة غوتنغن تحت إشراف لودفيغ براندتل، أحد أشهر علماء فيزياء الديناميكا الهوائية خلال القرن العشرين.  أثناء وجوده في غوتنغن، نظم هوهينيمسير وزميله ويليام براغر مجموعة مناقشة سياسية، ودعوا إليها زميلًا آخر دعم إيديولوجيات الحزب النازي. خلال هذه المناقشات، أدلى Hohenemser بتعليقات تنتقد الأيديولوجية النازية. بعد وصول النازيين إلى السلطة في عام 1933، أبلغ الزميل عن هذه التصريحات، وتم فصل هوهينيمسر من منصبه في الجامعة. 

## الحياة في الولايات المتحدة
هاجر كورت هوهينيمسر من ألمانيا إلى الولايات المتحدة مع عائلته في عام 1947.  كان هوهينيمسر وأنطون فليتنر من أوائل المهاجرين الألمان إلى الولايات المتحدة بعد الحرب العالمية الثانية. 